# Embelia parviflora
Embelia parviflora är en viveväxtart som beskrevs av Nathaniel Wallich och A. Dc. Embelia parviflora ingår i släktet Embelia och familjen viveväxter. Inga underarter finns listade i Catalogue of Life.